# Duguetia barteri
Duguetia barteri är en kirimojaväxtart som först beskrevs av George Bentham, och fick sitt nu gällande namn av Laurentius 'Lars' Willem Chatrou. Duguetia barteri ingår i släktet Duguetia och familjen kirimojaväxter. IUCN kategoriserar arten globalt som sårbar. Inga underarter finns listade i Catalogue of Life.